# Masegoso de Tajuña
Masegoso de Tajuña es un municipio y localidad española de la provincia de Guadalajara, en la comunidad autónoma de Castilla-La Mancha. El término tiene una población de 80 habitantes (INE 2024).

## Historia
A mediados del siglo XIX, el lugar contaba con una población censada de 131 habitantes. La localidad aparece descrita en el undécimo volumen del Diccionario geográfico-estadístico-histórico de España y sus posesiones de Ultramar de Pascual Madoz de la siguiente manera:

MASEGOSO: v. con ayunt. en la prov. de Guadalajara (8 leg.) , part. jud. de Brihuega (3), aud. terr. de Madrid (18), c. g. de Castilla la Nueva, dióc. de Sigüenza (5): sit. en una estensa y deliciosa llanura á la márg. der. del r. Tajuña, goza de buena ventilacion y despejada atmósfera, siendo sin embargo su clima propenso á tercianas: tiene 50 casas , la consistorial, escuela de instruccion primaria frecuentada por 20 alumnos, á cargo de un maestro pagado por los padres de los discípulos, un pósito con el fondo de 22 fan. de trigo, una posada pública, un horno de pan cocer, una igl. parr. (San Martin obispo), servida por un cura y un sacristan; el cementerio se halla unido á la parr. term.: confina N. Alaminos y las Ibiernas; E. Moranchel, sirviendo de línea divisoria el r. Tajuña; S. Solanillos, y O. Cogollor; dentro de él se encuentran una ermita (la Soledad) y 2 fuentes, una de abundantes y buenas aguas que las da por 2 caños de hierro, y otra que en el invierno está seca y en el verano arroja un brazo de esquisita y fresquísima agua: el terreno, fertilizado por el Tajuña cuyo paso facilita un puente de piedra con un solo arco de bastante elevacion, es llano y de buena calidad; comprende 2 montes, uno hueco y bajo que llaman la dehesa y otro titulado las Narras, de canuto bajo de roble. caminos: los que dirijen á los pueblos limítrofes, todos de herradura y en mediano estado. correo: se recibe y despacha en Brihuega por un propio. prod.: trigo, cebada, avena, judías, patatas, toda clase de hortalizas, uvas, leñas de combustible y carboneo, y yerbas de pasto con las que se mantiene ganado lanar y las yuntas necesarias para la agricultura: hay caza de perdices y conejos, y en su tiempo codornices; en el Tajuña hay pesca de barbos y otros peces. ind.: la agrícola, un molino harinero y el carboneo cuando se permiten cortas. comercio: esportacion del sobrante de frutos á los mercados de Cifuentes y Brihuega, é importacion de los art. que faltan. pobl.: 40 vec., 131 alm. cap. prod.: 727,500 rs. imp.: 58,700. contr.: 4,428.
(Madoz, 1848, p. 282)

Hasta la reforma de la nomenclatura municipal de 1916 el municipio se llamaba simplemente Masegoso. En dicha fecha su nombre fue modificado por el de Masegoso de Tajuña.

## Demografía
Masegoso de Tajuña cuenta con una población de 80 habitantes (INE 2024).

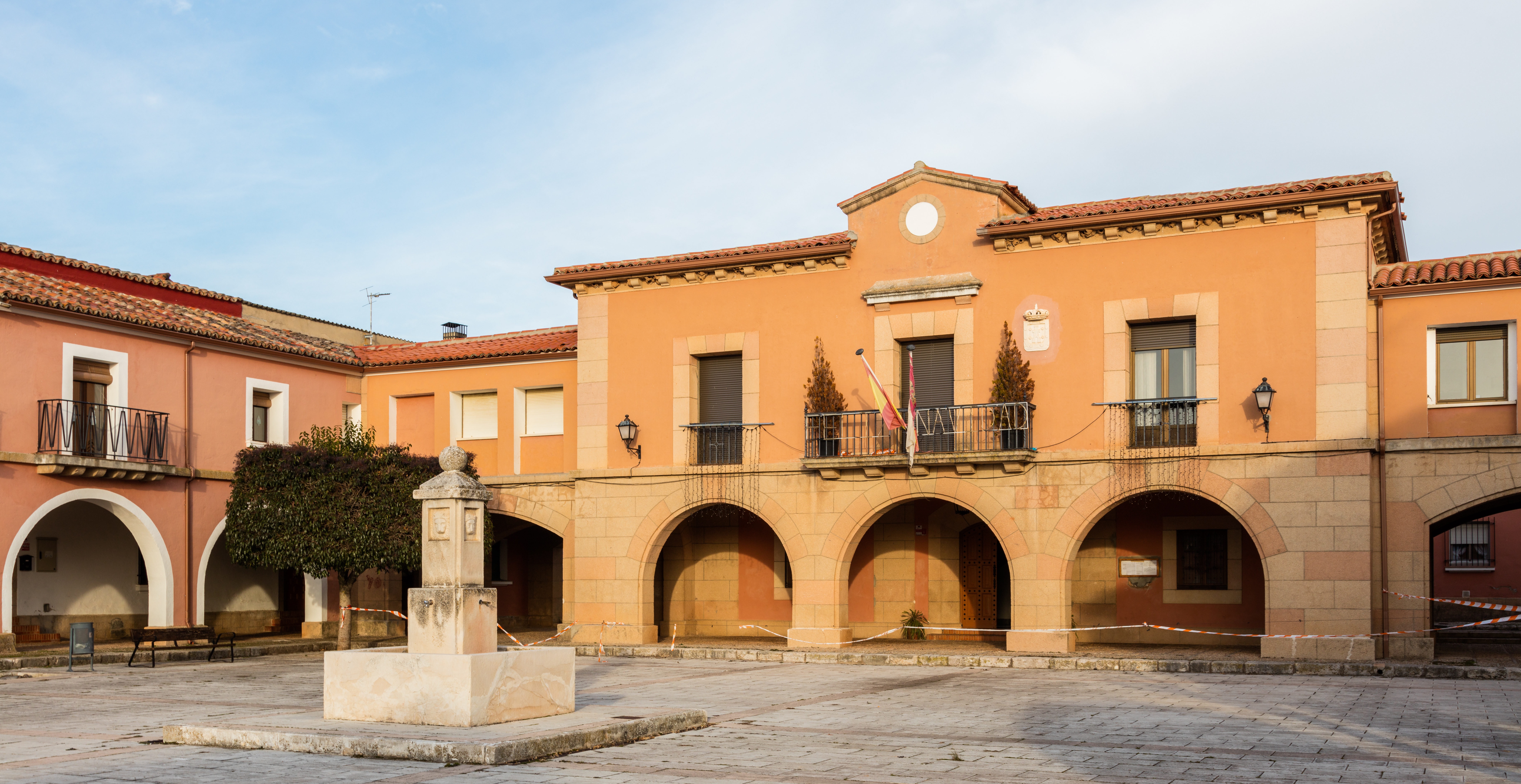
Ayuntamiento de Masegoso de Tajuña.

| Gráfica de evolución demográfica de Masegoso de Tajuña entre 1842 y 2021                                            |
| |
| Población de derecho según los censos de población del INE Población de hecho según los censos de población del INE |

| 119           | 105 | 96 | 97 | 80 | 59 |
| (Fuente: INE) |     |    |    |    |    |